# Massimiano di Bagai
Massimiano (... – inizio del IV secolo) è un santo venerato dalla Chiesa cattolica.

## Dati storici e culto
L'esistenza di questo vescovo è nota grazie a quello che scrive sant'Agostino nelle sue opere e nelle sue lettere. Massimiano era un antico donatista che, convertitosi al cattolicesimo, divenne vescovo di Bagai, oggi Ksar-Bagai in Algeria, dove è storicamente documentato dal 402 al 405.
La sua presenza a Bagai fu causa di agitazioni da parte dei donatisti. Per questo motivo Massimiano dette le sue dimissioni, che furono accettate dal concilio riunito a Milevi il 27 agosto 402.
Tuttavia Massimiano restò sulla cattedra di Bagai, dove è ancora presente nel 404. In questo periodo fu oggetto di attacchi e aggressioni da parte dei donatisti, che lo catturarono e lo gettarono da una torre. Il vescovo si salvò, ma il suo corpo era sfigurato a causa dei maltrattamenti ricevuti.
Sopravvissuto ai duri pestaggi, Massimiano si recò in Italia e le gravi ferite del suo corpo impressionarono a tal punto da indurre l'imperatore Onorio ad emanare il 12 febbraio 405 un editto contro i donatisti. Dopo questi fatti non si hanno più notizie di Massimiano.
Cesare Baronio introdusse il culto di Massimiano nel Martirologio Romano, che lo ricorda il 3 ottobre con queste parole: